# Paul Avenel
Pour les articles homonymes, voir Avenel (homonymie).
Paul Avenel, né le 9 octobre 1823 à Chaumont-en-Vexin et mort le 14 avril 1902 dans le Paris 9e, est un écrivain, poète, goguettier, dramaturge, chansonnier et journaliste français.

## Biographie
Le père de Paul Avenel est notaire. Lauréat de l’École supérieure de commerce d’où il sort cinquième aux concours de 1840. Il l entre dans la maison de banque Durand et Cie. Peu intéressé par cette activité il est, quatre ans plus tard, étudiant en médecine. Il suit  les cours de Roux, Orfila et Velpeau.
Il participe à la  Révolution de 1848 et il est blessé à la main gauche lors de la prise des Tuileries. Durant ces événements il écrit ses premières chansons. ll collabore également à beaucoup de journaux littéraires et politiques : il fonde et dirige le Daguerréotype théâtral, Le Journal de la jeunesse, travaille au Lycée français, au Mousquetaire, etc. Il aborde également la poésie, le théâtre et le roman.
Il écrit des poèmes, des romans, des vaudevilles, des opérettes. Une vingtaine de ses pièces sont représentées dans les théâtres parisiens.
Avenel est membre de la Goguette de la Lice chansonnière, de la Société des auteurs et compositeurs dramatiques, de la Société des gens de lettres et de la Société des auteurs, compositeurs et éditeurs de musique.
Il soutient par ses écrits Garibaldi. Après l'unification de son royaume, Victor-Emmanuel le fait chevalier de l'Ordre des saints Maurice et Lazare.

## Vie privée
Le 20 octobre 1864 Paul Avenel se marie à Bougival avec Mathilde Benel née le 14 septembre 1831 à Marseille et morte le 28 septembre 1894 à Bougival.
Mathilde Benel était alors la veuve de Joseph Mayer (1817-1860), artiste dramatique et premier directeur de l'Alcazar d'hiver de 1858 à sa mort. De ce précédent mariage était né le 7 mars 1853 un fils, Henri Mayer, écrivain, journaliste, chevalier de la Légion d'honneur, adopté légalement par Paul Avenel le 5 août 1885 sous le nom de Henri Mayer-Avenel.  Il est le frère aîné de l'historien Georges Avenel.

## Œuvres
Poésies
- Alcôve et Boudoir, scènes de la comédie humaine, 1855.
- L’Antichambre en amour, comédie en vers.
- Les Chansons, 1867.
- Les Chansons politiques, 1870.

Théâtre
- Un Homme sur le gril, Variétés.
- Les Jarretières d’un huissier, Palais-Royal.
- Le Gendre de M. Caboche, Variétés.
- Les Calicots, comédie-vaudeville en trois actes, Folies-Dramatiques.
- La Paysanne des Abruzzes, drame en cinq actes, Beaumarchais.
- Les Plaisirs du Dimanche, comédie-vaudeville en quatre actes, Folies-Dramatiques.
- Les Amoureux pris par les pieds.
- Soyez donc concierge.
- Un oncle du Midi.
- Le Beau Maréchal.
- La Revanche de Candaule, opéra-comique, Bouffes-Parisiens.
- Les Chasseurs de Pigeons, vaudeville en trois actes, Folies-Dramatiques.
- Les Deux Apprentis, drame en quatre actes.
- Les Amoureux de Lucette, etc.

Romans
- Le Coin du feu.
- Les Tablettes d’un fou ou le Voyage entre deux mondes, 2 vol., 1852.
- Les Étudiants de Paris (1845-47), 1857.
- Le Roi de Paris, roman historique, 1860.
- Le Duc des Moines, roman historique, 1864.
- Les Lipans ou les Brigands normands, 1866.
- Les Calicots, Paris, 1866, E. Dentu, 329 p. lire en ligne sur Gallica
- Les Prussiens à Bougival, 1870-1871, notes d'un pillé, Librairie Sagnier, Paris, 1873 lire en ligne sur Gallica.
- Le docteur Hatt, Paris, 1887, Librairie Moderne, 342 p. lire en ligne sur Gallica.

Opérettes
- Mademoiselle de Mancini, opérette en 1 acte, musique Jules Javelot, Paris, 1872, ed. Vieillot, lire en ligne sur Gallica.
- Le Tour de moulinet, opérette en 1 acte, musique de Charles Hubans, Paris, 1874, L. Bathlot, lire en ligne sur Gallica.

## Sources
- Ernest Glaeser, Biographie nationale des contemporains, Paris, Glaeser et Cie, 1878, p. 14.
- Louis Henry Lecomte Galerie de chansonniers, Paul Avenel, La Chanson, no 5, septembre 1878, p. 59.